# Robert de Keldeleth
Robert de Keldeleth (... – Melrose, 1273) è stato un abate e politico scozzese, lord cancelliere di Scozia durante il regno di Alessandro III.

## Biografia
Forse proveniente dalla regione del Fife, si fece monaco benedettino in data imprecisata presso l'abbazia di Dunfermline, della quale venne eletto abate nel 1240. Robert de Keldeleth divenne rapidamente una figura influente dentro e fuori della Scozia, intrattenendo buoni rapporti con re Alessandro II e con papa Innocenzo IV, dal quale ottenne il privilegio per sé e per i successivi abati di Dunfermline di poter indossare la mitra.
Raggiunse il picco del proprio potere quando Alessandro II lo nominò lord cancelliere di Scozia nel 1247. Alla morte del re nel 1249 fu tra i tutori del suo erede Alessandro III, ancora minorenne, e divenne un sostenitore del potente reggente Alan Durward. Nel 1250 fu promotore della traslazione dei resti di santa Margherita di Scozia all'abbazia di Dunfermline, presiedendo assieme al re la solenne cerimonia.
Keldeleth rimase tuttavia presto invischiato nei torbidi della politica scozzese, e nel 1251 avvenne la sua caduta: Alessandro III si incontrò con Enrico III d'Inghilterra a York per sposarsi con sua figlia, e il sovrano inglese rivelò al monarca scozzese un complotto apparentemente architettato da Durward e dal cancelliere contro di lui. Secondo il sovrano inglese e i suoi sostenitori del clan Comyn, Durward aveva cercato di far legittimare dal papa la moglie Marjory, figlia illegittima di Alessandro II, al fine di renderla erede dello stesso Alessandro III e diventare re in caso di sua morte; Keldeleth avrebbe appoggiato tale manovra facendo da tramite col pontefice e addirittura avallando le richieste di Durward utilizzando il sigillo reale di Scozia. A causa dello scandalo conseguente Durward e Keldeleth abbandonarono la corte e fuggirono, il primo in Inghilterra e il secondo nella sua abbazia, dove tuttavia venne raggiunto da emissari regi e privato del suo sigillo, che venne spezzato.
L'abate fu quindi esautorato dalla carica di lord cancelliere e sostituito dal vescovo Gamelin, fedele ai Comyn. La reputazione di Keldeleth fu gravemente compromessa da questi rivolgimenti, e dovette abbandonare anche la carica di abate di Dunfermline poiché pare che i monaci suoi sottoposti gli fossero divenuti ostili. Si trasferì quindi nell'abbazia di Newbattle e da benedettino divenne monaco cistercense, e per un decennio visse in appartato ritiro spirituale senza essere più coinvolto nella politica scozzese. Nel 1269 tuttavia venne a sorpresa eletto nuovamente abate, stavolta nell'abbazia di Melrose, dove infine visse fino alla propria morte nel 1273. Alcuni manoscritti del periodo conservati a Melrose sono attribuiti a lui, ma la loro effettiva autorialità è dubbia.